# Дельта (фільм, 2017)
«Дельта» (англ. Delta) — документальна стрічка спільного виробництва Україна-Німеччина, режисером та автором сценарію якого є оператор і сценарист Олександр Течинський. Продюсери картини — Геннадій Кофман та Юлія Сердюкова. Фільм розповідає про людей, які живуть у дельті Дунаю, у Вилковому, і заробляють на життя важкою працею, але при цьому радіють життю.
Світова прем'єра стрічки відбулась 31 жовтня 2017 року в рамках 60-го кінофестивалю DOK LEIPZIG. Українська прем'єра фільму відбулась 24 березня 2018 року на XV Міжнародному фестивалі документального кіно Docudays UA в рамках програмы DOCU/ХІТИ, після чого відбулась зустріч із знімальною групою стрічки.

## Сюжет
На перехресті дикого Сходу й цивілізованого Заходу мешканці дельти Дунаю заробляють на життя важкою працею — косінням очерету взимку, але всі як один мріють про фантастичний улов — легендарну білугу, варту цілого статку. З мріями замість планів і водою замість землі під ногами вони радіють кожній миті свого буття.

## Бюджет
Українсько-німецький копродукційний фільм «Дельта» є переможцем 8-го конкурсного відбору Держкіно. Фільм отримав державне фінансування від Держкіно у розмірі 2,1 млн грн, що становить 40% від загального бюджету у 5 млн грн..

## Нагороди
- 2017 — почесна нагорода DOK Leipzig у конкурсі «Майбутні майстри» (Next Masters Competition Honorable Mention)[4]
- Стрічку «Дельта» було також номіновано на кіноприз телекомпанії MDR, кінопремію Європейського агентства безпеки та гігієни праці, приз документального кіно Гете-Інституту.
- 2018 — Диплом FIPRESCI (головна нагорода Міжнародної федерації кінокритиків) за Найкращий повнометражний український фільм 9-го Одеського Міжнародного кінофестивалю[5]
- 2018 — «Золотий Дюк» 9-го Одеського Міжнародного кінофестивалю за найкращий український повнометражний фільм Національної конкурсної програми
- 2018 — Національна премія кінокритиків «Кіноколо» за найкращий документальний фільм.[6]